# Kriegstetten
Kriegstetten est une commune suisse du canton de Soleure, située dans le district de Wasseramt.

Vue aérienne (1970)